# Desaparecer por completo
Desaparecer por completo es una película de terror de suspenso mexicana de 2022, dirigida por Luis Javier Henaine, y escrita por Ricardo Aguado. Está protagonizada por Harold Torres, Teté Espinoza y Fermín Martínez. La película se enfoca en un fotógrafo de nota roja que, tras retratar un cuerpo en un misterioso edificio, comienza a perder sus sentidos sensoriales.

## Argumento
Santiago es un fotógrafo de nota roja que vive en Ciudad de México. Trabaja para un tabloide y a menudo soborna a policías para que le permitan entrar a escenas del crimen y tomar fotos de cadáveres. Se encuentra en una relación con Marcela, quien le revela que está embarazada. Santiago se muestra reacio a la noticia y trata de convencerla de no tener al bebé, ya que no están listos y su relación es inestable.
Un día acude a la escena del crimen del senador Raúl Cortés, quien al parecer murió después de ser comido por ratas durante días sin tratar de defenderse. Mientras toma fotos, el senador se despierta, revelando que está vivo y pidiendo que lo maten. Esa misma noche, mientras regresa a su casa, Santiago es atacado y queda inconsciente. Al despertar, descubre que le robaron su cartera y cámara, pero no la memoria SD de esta última.
Al día siguiente, mientras toma fotos del cadáver de una mujer embarazada, Santiago descubre que no puede oler. La mujer lo ataca y Santiago convulsiona en el piso. Un día después, Santiago visita a Marcela en su trabajo como enfermera. Mientras comen, Santiago le revela a Marcela que perdió el gusto. Exámenes médicos indican que Santiago se encuentra en perfecto estado. Al darse cuenta de la situación, Santiago acude a una bruja, quien le revela que lo maldijeron como represalia de algo que hizo. Escéptico al inicio, Santiago descubre que perdió el tacto. Esa misma noche, Santiago sacrifica a su perro en un ritual de brujería intentando romper la maldición. El ritual parece tener éxito, pero la bruja le expresa que los sentidos que perdió ya no volverán.
A la mañana siguiente, Santiago descubre que el ritual no funciono, con su oído deteriorándose a lo largo del día. En su investigación para salvarse, descubre que el senador al que tomó las fotos fue maldecido con brujería por una senadora rival, perdiendo todos sus sentidos a lo largo de cinco días. Y él, al tomar pruebas, también fue maldecido en represalia. Santiago se dirige a una casa en el bosque donde descubre una foto suya junto a su cámara robada, objetos de magia negra y más fotos de personas maldecidas. En el bosque, una criatura baila junto a una hoguera. La criatura lo descubre y lo deja inconsciente. Al despertar, Santiago descubre que ya no puede oír, la criatura le ofrece devolverle sus sentidos a cambio de la vida de su bebé por nacer. Aunque se niega al inicio, Santiago accede y regresa con Marcela para inducirle un aborto. Mientras su vista se deteriora, Santiago prepara una taza de té con un líquido para hacer abortar a Marcela. Esta última regresa a la casa y consuela a Santiago mientras este llora por estar a punto de perder todos los sentidos. Marcela toma la taza de té que le preparó Santiago, quien en el último momento la rompe, impidiendo que Marcela la beba. La pantalla se funde a negro mientras Santiago pierde la vista, «desapareciendo» por completo.

## Reparto
- Harold Torres como Santiago Mendoza[5]
- Teté Espinoza como Marcela Colorado Luna[5]
- Fermín Martínez como oficial José Luis Basurto «Cabo Catoche»[5]
- Vicky Araico como oficial Lupe Sampredo[5]
- Norma Reyna como Leonor Romero[5]
- Quetzalli Cortés como Nigromante[5]
- Eligio Meléndez como Elías Lozano Mata[5]
- José Manuel Poncelis como chamán[5]
- Luis Arrieta como paramédico[5]
- Waldo Facco como informante[5]
- Sergio Autrey Noriega como valet parking[5]
- Kenny Serratos como paramédico[5]
- Luis Flores como policía[5]
- Ivette Aguilera como mujer atropellada[5]
- Gonzalito como zombie[5]
- Fran Recinas como asistente de Elías[5]
- Juan Sahagún como senador Raúl Corés[5]
- Dita Edith Pérez como mujer embarazada[5]
- Jessica Palacios como adolescente suicida[5]
- Carolina Contreras como neuróloga[5]
- Paulina Olvera como enfermera[5]
- Emmanuel Aguilar como Moreno[5]
- Florentino Guzmán como vendedor en mercado[5]
- Manuel Cruz Vivas como ahijado[5]
- Sandra Caledón como plañidera[5]
- María Goycoolea Artís como senadora Elena Castellanos[5]

## Producción

### Desarrollo
En entrevista para GQ, Henaine mencionó que la producción tuvo de referencias las películas Se7en y Blow Up, mientras que Torres declaró que tuvo como influencia la historia de Michael Hutchence, vocalista de INXS, quien falleció como respuesta a perder el sentido del gusto.
El productor Pablo Zimbrón declaró que el personaje principal y la película es un homenaje a Enrique Metinides, fotógrafo mexicano. Para la secuencia inicial del filme, se recreó la muerte de Adela Legarreta Rivas, la mujer protagonista de uno de los retratos más reconocidos de Metinides.

## Estreno
Desaparecer por completo se proyectó por primera vez en el Mórbido Film Fest y el Festival Internacional de Cine de Morelia y, posteriormente, fue lanzada en cines el 29 de febrero del 2024, donde se convirtió en la quinta película mexicana más taquillera y se mantuvo por más de un mes en cartelera. Posteriormente, se estrenó en la plataforma de streaming Netflix. La película obtuvo 8 nominaciones a los Premios Ariel, incluyendo Mejor Actor y Mejores Efectos Visuales.

## Premios y reconocimientos
| Año  | Premio                                    | Categoría                        | Nominación | Resultado |
| ---- | ----------------------------------------- | -------------------------------- | --- | --------- |
| 2024 | Premios Ariel                             | Mejor actor                      | Harold Torres | Pendiente |
| 2024 | Premios Ariel                             | Mejor diseño de arte             | Alisarine Ducolomb                                                                                                   | Pendiente |
| 2024 | Premios Ariel                             | Mejor sonido                     | Federico González Jordán, António Porém Pires y José Miguel Enríquez                                                 | Pendiente |
| 2024 | Premios Ariel                             | Mejor música compuesta para cine | Alejandro Otaola | Pendiente |
| 2024 | Premios Ariel                             | Mejor fotografía                 | Glauco Bermúdez | Pendiente |
| 2024 | Premios Ariel                             | Mejor maquillaje                 | Adam Zoller | Pendiente |
| 2024 | Premios Ariel                             | Mejores efectos visuales         | Javier Velazquez Dorantes, Gustavo Bellón, Jesús Corrales Clark, René Allegretti, Jorge Palma Bermúdez y Thomas Boda | Pendiente |
| 2024 | Premios Ariel                             | Mejores efectos especiales       | Rocío Espinosa, Adam Zoller y Goyo Vega                                                                              | Pendiente |
| 2023 | Festival Internacional de Cine de Morelia | Mejor Película                   | Desaparecer por completo                                                                                             | Nominada  |
| 2023 | Mórbido Film Fest                         | Mejor Película Latinoamericana   | Desaparecer por completo                                                                                             | Nominada  |
| 2023 | Mórbido Film Fest                         | Mención especial                 | Luis Javier Henaine                                                                                                  | Ganador   |